# Álvaro Villar
Álvaro Villar Ballesteros  (Montevideo, 17 de junio de 1963) es un médico neurocirujano y político uruguayo.

## Biografía
Es hijo de la enfermera y docente Haydee Ballesteros y médico Hugo Villar, quien fuera el primer candidato del Frente Amplio a la Intendencia de Montevideo en las elecciones de 1971.
Realizó sus estudios primarios en la Escuela Pública N°35 República de Guatemala, que en ese entonces funcionaba en el Estadio Centenario. 
Entre 1974 y 1984 junto a su familia estuvo exiliado en Cuba y España realizando allí sus estudios secundarios. 
Al regreso estudió en la Facultad de Medicina de la Universidad de la República. 
Es Director del Hospital Maciel desde 2012.
En 2019 tomó licencia en su función de director, manteniendo solo la atención en la policlínica.
En 2020 es electo como Director del Hospital de Clínicas Dr. Manuel Quintela por el Claustro de Facultad de Medicina.

## Ámbito político
En 2019 recibió una carta firmada en apoyo a su postulación de un grupo de frenteamplistas para presentarse como candidato independiente a la Intendencia de Montevideo (IM).
Luego de esto recibió el apoyo de diferentes sectores del Frente Amplio como el Movimiento de Participación Popular, Fuerza Renovadora y el grupo UNIR.
En agosto de 2020 y durante su campaña tuvo un evento coronario.